# Evelina Mambetova
Evelina Mambetova (nume complet: Evelina Zamir qızı Mambetova, în ucraineană Евеліна Мамбетова; n. 28 februarie 1991, Krîmskîi pivostriv, RSS Ucraineană, URSS) este un model tătar crimeean.

## Tinerețe
Mambetova s-a născut în Crimeea. Tatăl ei este un om de afaceri, iar mama proprietara unui salon de frumusețe⁠(d).

## Carieră
În 2008, modelul a semnat un contract cu Supreme Management și în luna septembrie a aceluiași an a debutat în Săptămâna modei din New York⁠(d) la prezentările de modă ale lui Phillip Lim⁠(d) și Marc Jacobs. Tot atunci a avut apariții pe podium pentru Jeremy Laing⁠(d), Richard Chai⁠(d) și Vera Wang⁠(d) și a fost recunoscută drept „vedetă în devenire” de Women's Wear Daily⁠(d). A mai evoluat pentru Moschino Cheap & Chic, Sportmax⁠(d), Issey Miyake⁠(d), Sonia Rykiel⁠(d) și Yohji Yamamoto⁠(d) în Milano și Paris.
În noiembrie 2009, Sofia Sanchez și Mauro Mongiello au fotografiat-o pentru Numéro⁠(d), iar în decembrie a fost prezentată în revista Amica în fotografii făcute de Stefano Moro. În februarie 2009, a apărut în Teen Vogue⁠(d) în fotografii de Thomas Schenk. În aceeași lună, a mers la Londra pentru un spectacol de Eley Kishimoto⁠(d). În martie 2009, Mambetova a apărut în revista V⁠(d), precum și în ediția italiană a Vogue, unde a fost fotografiată de Craig McDean⁠(d). În septembrie 2009, ea a fost prezentată în revista Dazed & Confused⁠(d), în obiectivul lui Paulo Sutch, și pe podium defilând pentru Alexandre Herchcovitch⁠(d), Nanette Lepore⁠(d), Lacoste și Phillip Lim în New York. În octombrie 2009, a fost fotografiată de Tim Walker⁠(d) pentru Harper's Bazaar. În 2010, s-a transferat de la Supreme Management la New York Models. În 2012, a apărut în seria Vivienne Westwood Couture de Vivienne Westwood.

## Viață personală
În 2014, tabloidele au scris despre începutul relației modelului cu co-fondatorul WhatsApp, Jan Koum; cei doi sunt încă împreună. Mambetova are trei surori: Zamira, Silvia și Madina. A absolvit Universitatea Națională din Kiev și apoi Universitatea Oxford.